# Días de fútbol
Días de fútbol is een Spaanse film uit 2003, geregisseerd door David Serrano de la Peña. De film is een remake van de Nederlandse film All Stars.

## Verhaal
Een groep dertigers worstelt met de problemen van het volwassen leven: carrière, huwelijk, kaalheid, een onvoltooide studie en onvervulde dromen. 
Samen besluiten ze hun oude voetbalteam waarin ze als kinderen speelden weer bij elkaar te brengen, om eindelijk iets in het leven te winnen, ook al is het maar een voetbaltrofee.

## Rolverdeling
| Acteur           | Personage |
| ---------------- | --------- |
| Ernesto Alterio  | Antonio   |
| Natalia Verbeke  | Violeta   |
| Pere Ponce       | Carlos    |
| Alberto San Juan | Jorge     |
| Fernando Tejero  | Serafín   |
| María Esteve     | Carla     |
| Secun de la Rosa | Gonzalo   |
| Nathalie Poza    | Patricia  |
| Roberto Álamo    | Ramón     |
| Lola Dueñas      | Macarena  |
| Pilar Castro     | Bárbara   |

## Ontvangst

### Prijzen en nominaties
Een selectie:
| Jaar | Evenement                      | Categorie                  | Genomineerde             | Resultaat   |
| ---- | ------------------------------ | -------------------------- | ------------------------ | ----------- |
| 2004 | Premios Goya (18de uitreiking) | Beste acteur               | Ernesto Alterio          | Genomineerd |
| 2004 | Premios Goya (18de uitreiking) | Beste debuterend acteur    | Fernando Tejero          | Gewonnen    |
| 2004 | Premios Goya (18de uitreiking) | Beste debuterend actrice   | Nathalie Poza            | Genomineerd |
| 2004 | Premios Goya (18de uitreiking) | Beste debuterend regisseur | David Serrano de la Peña | Genomineerd |
| 2004 | Premios Goya (18de uitreiking) | Beste montage              | Rosario Sáinz de Rozas   | Genomineerd |